# Eryri
Eryri (en inglés: Snowdonia) es una región montañosa en el noroeste de Gales y un parque nacional de 823 millas cuadradas (2130 km²) de superficie. Fue el primero en ser designado de los tres parques nacionales de Gales, en 1951.

## Nombre
El término Eryri apareció por primera vez en un manuscrito en la Historia Brittonum del siglo IX , en un relato de la caída del rey semilegendario del siglo V Gwrtheyrn (Vortigern). Una creencia común es que el nombre se deriva de eryr ("águila"), y por lo tanto significa "la morada/tierra de las águilas", pero la evidencia reciente es que significa tierras altas, y es relacionado con el latín oriri (levantarse) como el destacado erudito galés Sir Ifor Williams demostró.
El nombre inglés de la zona deriva de Snowdon, que es la montaña más alta de Gales con 3,560 pies (1,090 m). 

## Parque nacional
El Parque Nacional Eryri (en galés: Parc Cenedlaethol Eryri) se estableció en 1951 como el tercer parque nacional de Gran Bretaña, después del Peak District y el Distrito de los Lagos. Cubre 827 millas cuadradas (2141,9 km²) , y tiene 37 millas (59,5 km) de costa. El Parque Nacional cubre partes de los condados de Gwynedd y Conwy.
El parque está gobernado por la Autoridad del Parque Nacional de Snowdonia, que está compuesta por representantes del gobierno local y del gobierno de Gales, y sus oficinas principales están en Penrhyndeudraeth. A diferencia de los parques nacionales de otros países, Eryri (y otros parques similares en Gran Bretaña) se compone de terrenos públicos y privados bajo la autoridad de planificación central.
Más de 26.000 personas viven dentro del parque. El 58,6% de la población podía hablar galés en 2011.
Desde la reorganización del gobierno local de 1998, el parque se encuentra en parte en el condado de Gwynedd y en parte en el condado de Conwy. Está gobernado por la Autoridad del Parque Nacional Snowdonia de 18 miembros; nueve miembros son designados por Gwynedd, 3 por Conwy y los seis restantes por el Gobierno de Gales para representar el interés nacional. Inusualmente, el Parque Nacional de Snowdonia tiene un agujero en el medio, alrededor de la ciudad de Blaenau Ffestiniog, un centro de extracción de pizarra. Esto fue deliberadamente excluido del parque cuando se creó para permitir el desarrollo de una nueva industria ligera para reemplazar la reducida industria de la pizarra. Existe una situación similar en el Parque Nacional Peak District, donde los límites se trazaron para excluir grandes áreas urbanizadas y sitios industriales del parque con la ciudad de Buxton y las canteras adyacentes afuera pero rodeadas por tres lados por el parque.
Amory Lovins lideró la exitosa oposición de la década de 1970 para impedir que Rio Tinto excavara en el área para una mina.

## Geología

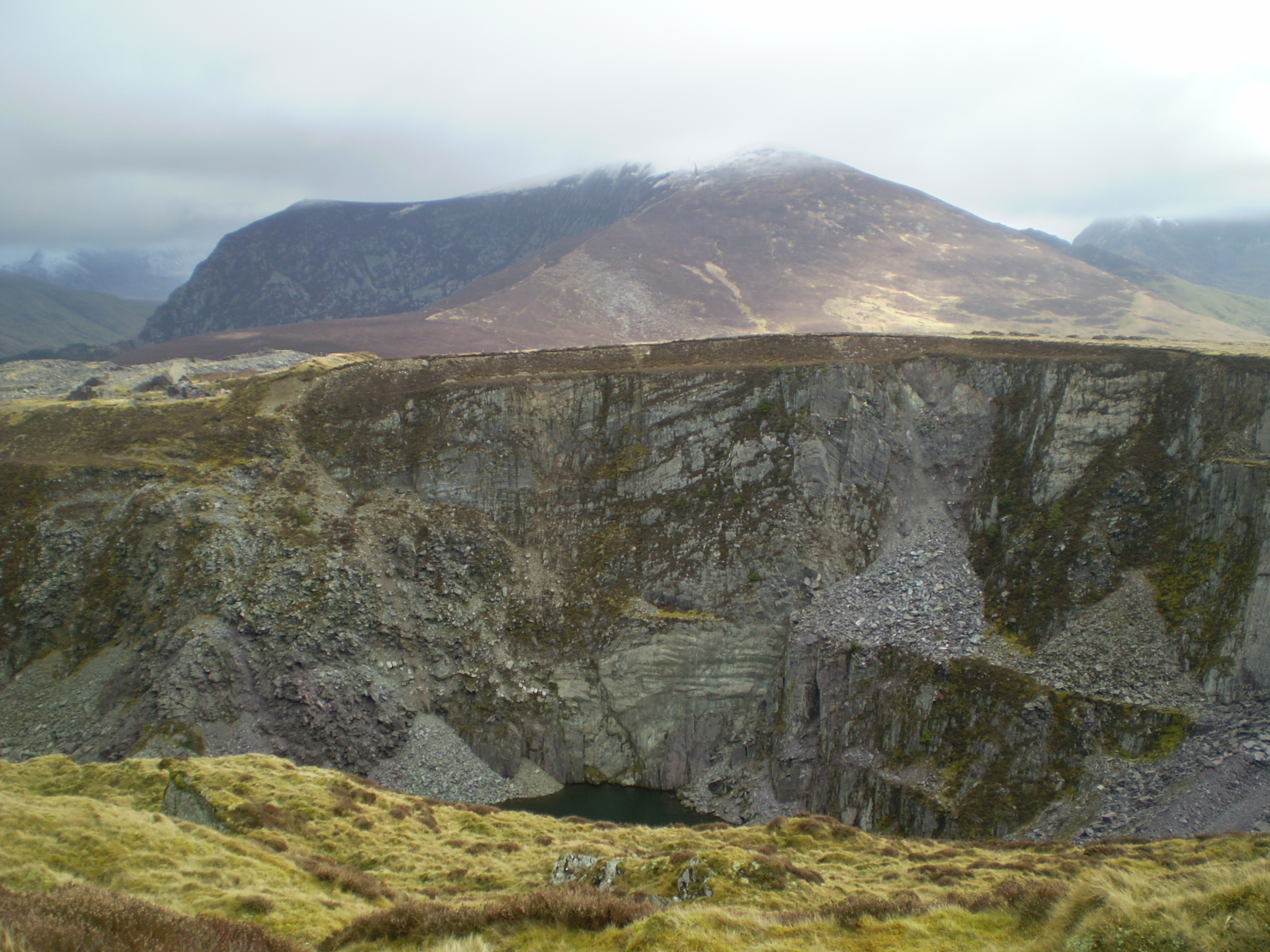
Cantera de pizarra con Mynydd Mawr al fondo

La geología de Snowdonia es clave para el carácter de la zona. Sucesivas glaciaciones han tallado, a partir de una sucesión de rocas sedimentarias e ígneas fuertemente falladas y plegadas, un paisaje rocoso característico. La última edad de hielo terminó hace poco más de 11.500 años, dejando un legado de características atractivas para los visitantes, pero que también han desempeñado un papel en el desarrollo de la ciencia geológica y siguen siendo un foco de visitas educativas. Al visitar Cwm Idwal en 1841, Charles Darwin se dio cuenta de que el paisaje era producto de la glaciación. El lecho rocoso data en gran parte de los períodos Cámbrico y Ordovícico con intrusiones de edad Ordovícico y Silúrico asociadas con la orogenia caledoniana. Hay áreas más pequeñas de rocas sedimentarias de la era Silúrica en el sur y noreste y de estratos de la era cenozoica en la costa de la bahía de Cardigan, aunque estos últimos están ocultos por depósitos más recientes. El metamorfismo de bajo grado de las lutitas del Cámbrico y del Ordovícico ha dado como resultado las pizarras, cuya extracción una vez formó el pilar de la economía del área.

## Geografía

### Montañas

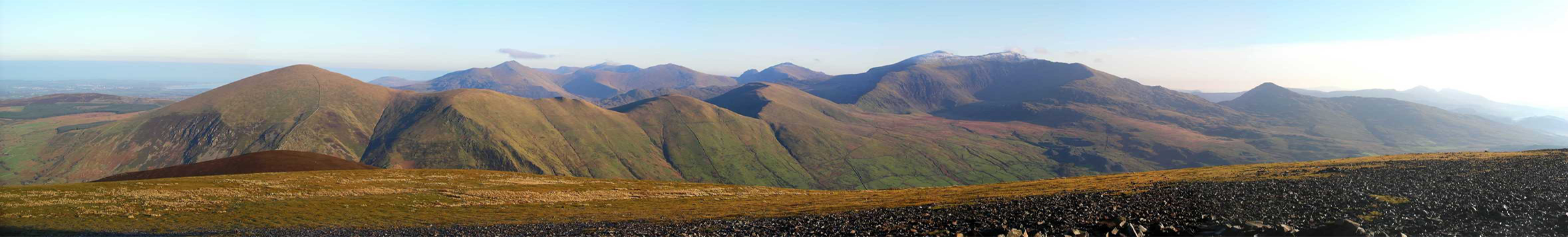
Panorama de parte del macizo de Snowdon, incluido Snowdon (centro a la derecha), tomado de Mynydd Mawr. Los Glyderau son visibles en la distancia.

Las principales cadenas montañosas del Snowdonia tradicional son el propio macizo de Snowdon, Glyderau, Carneddau, Moelwynion y Moel Hebog. Todas las montañas de 3000 pies de Gales se encuentran dentro de los primeros tres de estos macizos y son las más populares entre los visitantes. Al sur, dentro del parque nacional más amplio, se encuentran las cordilleras Rhinogydd y Cadair Idris y Aran Fawddwy. Además de estas áreas bien definidas, hay una gran cantidad de montañas que se agrupan con menos facilidad, aunque varios escritores de guías las han asignado en grupos como 'Arenigs', 'Tarrens' y 'Dovey Hills'.

### Clima

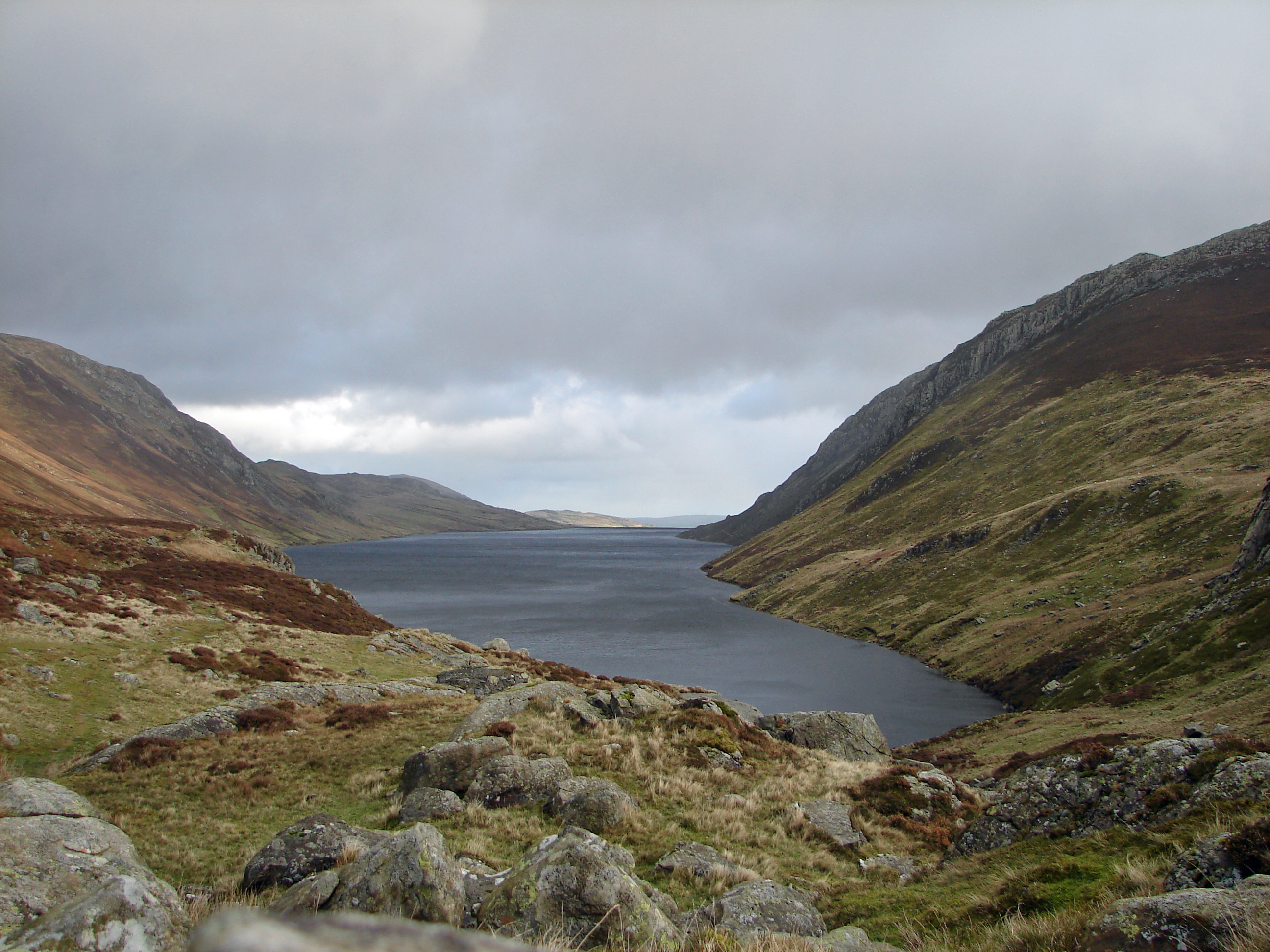
La lluvia cae sobre Llyn Cowlyd al norte de Capel Curig

Snowdonia es una de las partes más húmedas del Reino Unido; Crib Goch en Snowdonia es el lugar más húmedo del Reino Unido, con una precipitación media de 4473 milímetros (176,1 plg) un año durante el período de 30 años anterior a mediados de la década de 2000. Hay un pluviómetro a 713 metros, 2340 'en las laderas debajo de Crib Goch.

## Historia
La evidencia más temprana de ocupación humana del área data de alrededor de 4000 - 3000 a. C. con extensos rastros de sistemas de campo prehistóricos evidentes en el paisaje. Dentro de estos hay rastros de recintos irregulares y círculos de chozas. Hay cámaras funerarias del Neolítico y la Edad del Bronce como Bryn Cader Faner y castros de la Edad del Hierro como Bryn y Castell cerca de Ffestiniog.
La región fue finalmente conquistada por los romanos entre los años 77 y 78 d. C. Son evidentes los restos de castros romanos. Hubo un fuerte romano y un anfiteatro en Tomen y Mur. Se sabe que las carreteras se conectaron con Segontium (Caernarfon) y Deva Victrix (Chester) e incluyen el tramo norte de Sarn Helen.
Hay numerosas piedras conmemorativas de afinidad paleocristiana que datan del período posromano. El castro posromano de Dinas Emrys también data de esta época. Las iglesias se introdujeron en la región en los siglos V y VI. Llywelyn el Grande y Llywelyn ap Gruffudd hicieron construir varios castillos de piedra para proteger sus fronteras y rutas comerciales. Edward I construyó varios castillos alrededor de los márgenes, incluidos los de Harlech y Conwy, por razones militares y administrativas. La mayoría ahora están protegidas dentro de un sitio del Patrimonio Mundial. Algunas de las muchas paredes de piedra de Snowdonia también se remontan a este período.
El siglo XVIII vio el inicio de la explotación industrial de los recursos de la zona, asistida por la aparición a fines del siglo de fideicomisos de autopistas de peaje que la hacían más accesible. El ingeniero Thomas Telford dejó un legado de construcción de carreteras y ferrocarriles en Snowdonia y sus alrededores. Un nuevo puerto en Porthmadog conectado a canteras de pizarra en Ffestiniog a través de un ferrocarril de vía estrecha. En su apogeo en el siglo XIX, la industria de la pizarra empleó a unos 12.000 hombres. Otros 1000 se emplearon en la extracción de piedra en Graiglwyd y Penmaenmawr. La extracción de cobre, hierro y oro se llevó a cabo durante los siglos XVIII y XIX, dejando un legado de ruinas de minas y molinos en la actualidad. Las ruinas de la industria del oro se encuentran en Cefn Coch en la finca Dolmelynllyn.

## Conservación

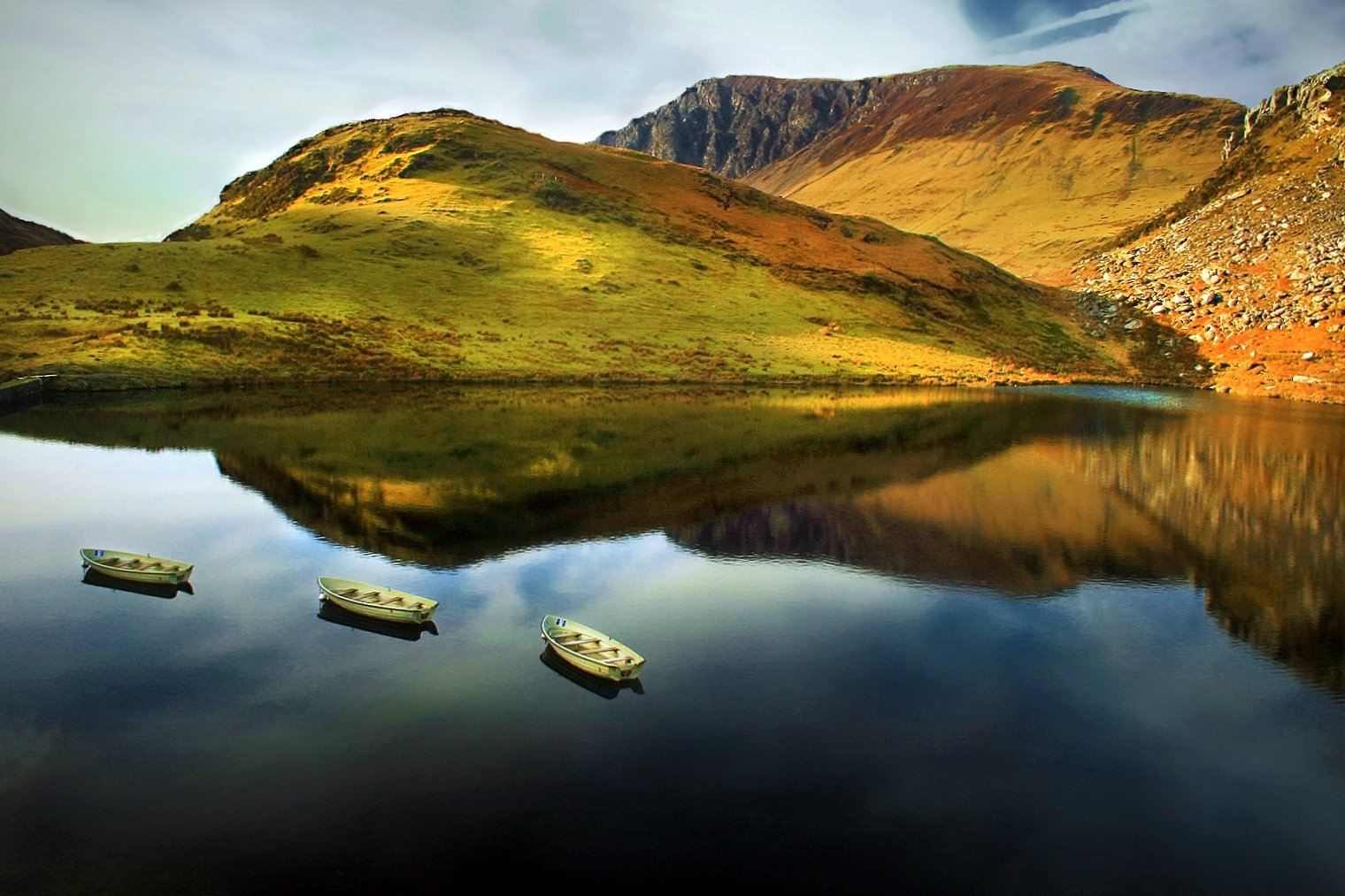
Llyn y Dywarchen, cerca de Rhyd Ddu

Snowdonia tiene un número particularmente alto de sitios protegidos con respecto a su diversidad ecológica; casi el 20% de su superficie total está protegida por la legislación europea y del Reino Unido. La mitad de esa área fue reservada por el gobierno bajo la Directiva Europea de Hábitats como Área Especial de Conservación. Hay un gran número de sitios de especial interés científico, designados tanto para la fauna y la flora como, en algunos casos, también para la geología. Diecinueve de estos sitios son administrados como reservas naturales nacionales por Natural Resources Wales. El parque también contiene doce Áreas Especiales de Conservación, tres Áreas de Protección Especial y tres sitios Ramsar. Algunos están completamente dentro de los límites del parque, otros se extienden a ambos lados en varios grados.

#### Sitios de Especial Interés Científico
Hay numerosos sitios de especial interés científico dentro del parque, los más extensos son Eryri, Migneint-Arenig-Dduallt, Morfa Harlech, Rhinog, Berwyn, Cadair Idris, Llyn Tegid, Aber Mawddach / Mawddach Estuary, Dyfi, Morfa Dyffryn, Moel Hebog, Coedydd Dyffryn Ffestiniog y Coedydd Nanmor.

#### Reservas naturales nacionales
Las siguientes reservas naturales están total o parcialmente dentro del parque: Allt y Benglog, Y Berwyn (en varias partes), Cader Idris, Ceunant Llennyrch, Coed Camlyn, Coed Cymerau, Coed Dolgarrog, Coed Ganllwyd, Coed Gorswen, Coed Tremadog, Coedydd Aber, Coedydd Maentwrog (en 2 partes), Coed y Rhygen, Cwm Glas Crafnant, Cwm Idwal, Hafod Garregog, Morfa Harlech, Rhinog, Yr Wyddfa.

#### Áreas Especiales de Conservación
Los doce áreas especiales de conservación son los siguientes: Eryri/Snowdonia, que cubre gran parte de Carneddau, Glyderau y el macizo de Snowdon, Afon Gwyrfai a Llyn Cwellyn, Corsydd Eifionydd/Eifionydd Fens (al norte de Garndolbenmaen), Coedydd Derw a Safleoedd Ystlumod Meirion/Meirionydd Oakwoods and Bat Sites: una serie de sitios entre Tremadog, Trawsfynydd y Ffestiniog y Beddgelert y que se extienden hasta Gwynant. También incluye muchos de los bosques de robles del Mawddach y sus afluentes. Afon Eden – Cors Goch Trawsfynydd, Rhinog, Cadair Idris (en 2 partes), Migneint-Arenig-Dduallt, Río Dee y Lago Bala/Afon Dyfrdwy a Llyn Tegid (Gales), Mwyngloddiau Fforest Gwydir / Gwydyr Forest Mines (al norte de Betws- y-Coed) y una parte de Berwyn a Mynyddoedd De Clwyd / Berwyn y las montañas South Clwyd. Pen Llyn a'r Sarnau/Península de Lleyn y Sarnau SAC cubren toda la costa de la bahía Cárdigan del parque y el área del mar y se extiende por encima de la marca de la marea alta en Morfa Harlech, Mochras y alrededor de los estuarios de Dovey y Mawddach.

#### Sitios Ramsar
Los tres sitios Ramsar designados son Dyfi Biosphere (Cors Fochno y Dyfi), Cwm Idwal y Llyn Tegid (lago Bala).

## Turismo

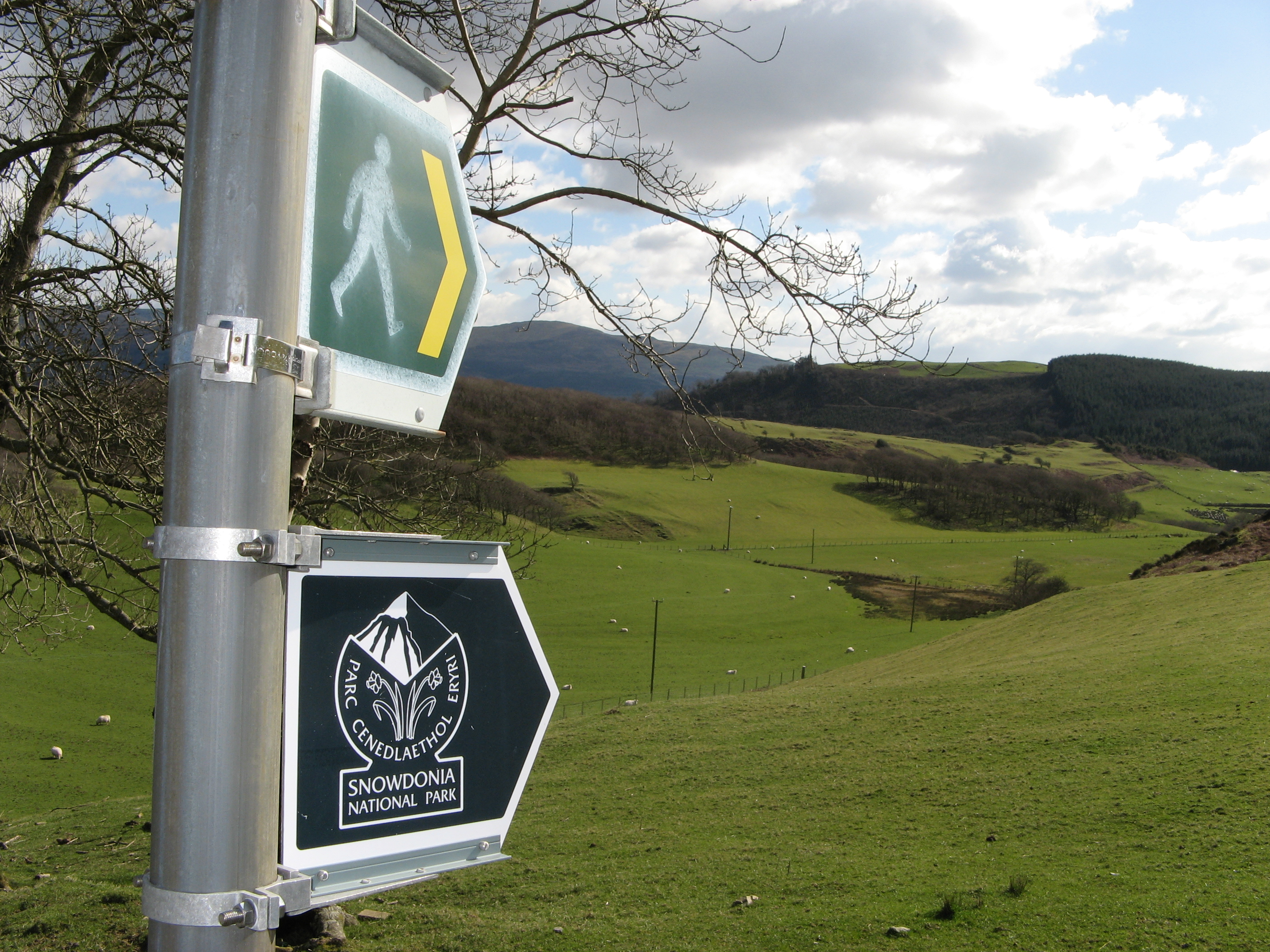
Borde sur. Camino señalizado cerca de Llyn Barfog en Gwynedd

Las investigaciones indican que hubo 3,67 millones de visitantes en el Parque Nacional de Snowdonia en 2013, con aproximadamente 9,74 millones de días de turismo en el parque durante ese año. El gasto turístico total fue de 433,6 millones de libras esterlinas en 2013.
Muchos de los excursionistas de la zona se concentran en el propio Snowdon. Se la considera una hermosa montaña, pero a veces se llena de gente; además, el ferrocarril Snowdon Mountain Railway llega hasta la cumbre.
El parque tiene 1479 millas (2380,2 km) de senderos públicos, 164 millas (263,9 km) de caminos públicos, y 46 millas (74,0 km) de otras servidumbres públicas de paso.